# 영국인
영국인(英國人)은 영국 국적을 가진 사람들을 지칭한다. 영국은 잉글랜드, 스코틀랜드, 웨일스, 북아일랜드로 구성된 연합 왕국(입헌 군주제 국가)이다. 따라서 영국을 4개의 홈네이션스로 구분하며, 영국인도 잉글랜드인, 웨일스인, 스코틀랜드인, 북아일랜드인으로 구분할 수 있다. 또한 영국인에는 영국의 해외 영토에서 사는 시민들도 포함하는 용어로서 사용된다.
또 다른 의미로는 브리튼 제도에서 활동했던 켈트족이나 앵글로 색슨족의 후예 및 그 혈통을 가리키는 용어로도 사용된다.

## 같이 보기
- 잉글랜드인
- 스코틀랜드인
- 웨일스인
- 북아일랜드인
- 반영 감정